# Exposición Nacional (1909)

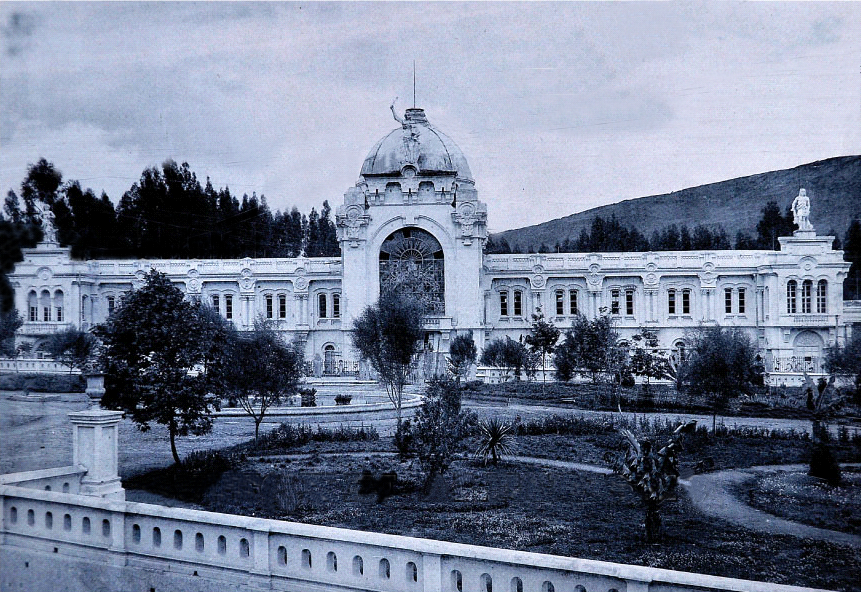
Vista de la fachada principal del Palacio de La Exposición en 1909

La Exposición Nacional tuvo lugar en Quito, en 1909, durante la segunda presidencia del General Eloy Alfaro Delgado (1908-1912) para conmemorar el centenario del primer grito de independencia, hecho ocurrido el 10 de agosto de 1809. 

## Época de cambios
Desde finales del siglo XIX, la economía ecuatoriana estaba viviendo un momento de bonanza, debido a la producción cacaotera de la región de la Costa. La "pepa de oro", como llegó a ser conocida, fue el fruto que hizo crecer a una élite agroexportadora que vivió entre 1870 a 1914 una época de prosperidad. 
Fue en ese momento cuando triunfó la Revolución Liberal, liderada por el General Eloy Alfaro Delgado, quien en 1895 tomó el poder y dio inicio al período liberal que duró en el país hasta la Revolución Juliana de 1925. Fue el gobierno de Alfaro durante sus dos administraciones (1895-1901 y 1908-1910) el que dio empuje a la agroexportación y con ello se impulsó el desarrollo económico de la Nación. 
Paralelamente, Ecuador vivía una época de cambios económicos, políticos y sociales. El proyecto liberal incluyó la separación de la Iglesia del Estado; el derecho a la educación femenina, para lo cual se construyeron escuelas y colegios y, se trajo a una misión alemana de pedagogos para mejorar la educación en el país; se inauguró el ferrocarril Guayaquil-Quito, en 1908; se instaló la luz eléctrica; el servicio de telégrafos y llegaron los primeros automóviles.

## La Exposición Nacional
En medio de esta locura desarrollista y al impulso de la industria nacional, el gobierno decidió la organización de una Exposición que mostrara las riquezas ecuatorianas. 
En 1902, el Congreso Nacional del Ecuador dispuso que el 10 de agosto de 1909, se celebrara en Quito una Exposición Nacional en conmemoración del centenario del Primer Grito de la Independencia. Cinco años más tarde se oficializaría la mencionada ley, mediante los decretos reglamentarios ‘ reformatorio, promulgados por Eloy Alfaro, el 31 de octubre de 1907 y el 2 de diciembre de 1908, respectivamente. La ley de 1907 contenía la reglamentación general del Certamen Nacional, como fue denominado, y de acuerdo al artículo 5 se constituyó un Comité General cuyas atribuciones fueron las siguientes: Dirección de los trabajos y labores preparatorias, organización y reglamentación general y especial de la Exposición Nacional, recepción y clasificación de objetos, por medio de Comisiones compuestas por sus miembros.
Formado por “Ciudadanos notables”, el Comité inició sus labores en diciembre de 1908 y nombró como Comisario de la Exposición al Ministro de Hacienda Juan Fernando Game. Inspirado en las grandes exposiciones universales que se realizaron en Europa desde mediados del siglo XIX, Eloy Alfaro se convirtió en el entusiasta promotor y protector del Certamen Nacional. A su criterio, el fin de la Exposición no sería únicamente celebrar el Centenario patrio sino también promover la industria nacional.
Sin embargo, para dicho evento, el gobierno ecuatoriano envió una invitación a varios países para que participaran en la muestra, de los cuales acudieron Estados Unidos, Francia, Bélgica, Japón, España, Italia, Colombia, Chile y Perú.
A las dos de la tarde del 10 de agosto de 1909, aunque todavía inconclusas las obras, se inauguró formalmente el Palacio de la Exposición y el 8 de septiembre del mismo año, se abrió al público sus puertas, de 8 a. m. a 9 p. m. por 0,20 centavos de sucre los adultos y 0,10 centavos de sucre los niños. Quiteños y visitantes pudieron conocer, hasta fin de año, los distintos pabellones en los que se dispusieron los objetos tanto nacionales como extranjeros de acuerdo a las siguientes secciones: 
a) Instrucción pública y bellas artes
b) Bellas letras y literatura científica industrial
c) Agricultura
d) Industria
e) Flora, fauna, mineralogía, botánica, arqueología y objetos históricos.
Los expositores nacionales fueron los más numerosos y planteles educativos, gremios, sociales, coleccionistas, industriales, artesanos, artistas y personas particulares de todos los rincones de la patria tuvieron la oportunidad de exhibir variados artículos.

## El Edificio
Para esta exposición, el gobierno de Alfaro dispuso la construcción de un edificio monumental que estuviera a la altura de los acontecimientos. Entre 1907 y 1909 se llevaron a cabo los trabajos de construcción a cargo del arquitecto Raúl María Pereira. El llamado Palacio de La Exposición, o de La Recoleta, es ecléctico y moderno, con códigos neoclásicos y art nouveau. Aprovechando la vía férrea, se introdujeron materiales importados. Los pabellones en conformación simétrica están separados por patios y jardines. El pabellón ecuatoriano de dos pisos y estructura de hormigón armado, estaba rematado sobre el hall por una cúpula central de 30 metros coronada por un cóndor. Los pabellones tenían diferentes estilos, destacó entre ellos el Café Concert de estilo art nouveau. En 1937, fue ocupado por el Ministerio de Defensa.